# Варнава Гетсимански
Варнава Гетсимански (рођ. Василиј Иљич Меркулов;  24. јануара 1831 — 17. фебруара 1906) је био јеромонах, свештеник Гетсиманске испоснице Тројице-Сергијеве лавре, светитељ Руске православне цркве. Свете мошти преподобног Варнаве почивају близу Илинске стране Черниговске цркве Черниговске испоснице.

## Биографија
Рођен је 24. јануара 1831. године у селу Прудишчи, Тулска област. Васиљеви родитељи, Иља и Дарин Меркулов, били су кметови. На крштењу дечак је добио име Василије у част Светог Василија Великог. Од малена је са старцима ишао на црквене службе, покушавајући да научи молитве напамет. Побожни родитељи послали су сина у школу псалмопејаца, где је учио Летопис и Псалтир.
Године 1840. породица Меркулов је продата другом земљопоседнику који је живео у селу Наро-Фоминске, Московска губернија. Нови власник, принц Шчербатов, наређује да се тинејџер научи металопрерађивачке радове. У слободно време од заната, Василије посећује оближњу Зосимову испосницу и упознаје пустињака, монаха Геронда, који убрзо постаје његов духовни водич.
Случај који му се догодио 1850. године утицао је на целокупну даљу судбину овог младића. У јесен, 19-годишњи Васил и његова мајка отишли су у Тројице-Сергијеву лавру. Када се после богослужења младић дотакао моштију Светог Сергија, осетио је необјашњиву радост.
Годину дана касније, Василиј одлази тамо заједно са Герондом, који је одлучио да оконча свој живот у близини моштију Сергија Радоњешког. 23. децембра 1857. године постао је искушеник Гетсиманске испоснице Тројице-Сергијеве лавре. Неколико година провео је на браварском послушању у Лаври. Касније је био задужен за свећњак, а такође је добио благослов да у цркви чита Апостол и поуке из Пролога.
Године 1852, по благослову намесника Лавре, Антоније се преселио у Гетсимански скит. Ова испосница је живела по статуту Саровске пустиње, коју је описао саровски старац Пајсије Велики.
За време свог боравка у скиту, посебно велики утицај на будућег старца имао је монах Данило (Шимовски).
Варнава је 17. фебруара 1856. године добио потврду о ослобођењу, односно ослобођењу од властелина. Тек после скоро десет година, 20. новембра 1866. године, после упокојења старца Данила, примио је монаштво под именом Варнава.
Крајем 1863. године Василије је први пут отишао у село (сада град) Викса, губернија Нижњи Новгород, да тражи место свог будућег манастира. На једну врсту од села, он је изабрао забачено место и тамо се дуго молио, затим се поклонио на све четири стране, ископао крст на месту будућег обитавалишта, а на месту светог олтара ставио поломљену грану. Убрзо је, по његовој жељи, место освећено доношењем чудотворне оранске иконе Богородице. Тако је Варнава Гетсимански постао оснивач Виксунског Иверског манастира 1863. године.
Године 1871. Варнава је рукоположен у јерођакона, 10. јануара 1872. године за јеромонаха, а после извесног времена га је намесник Лавре Антоније (Медведев) потврдио у звању народног свештеника Гетсиманске пећине. испосница. Варнава је 1890. године постао свештеник целе испоснице.
Од овог тренутка почиње Варнавина популарност међу верницима. Ходочасници из многих делова Русије долазе по његов благослов. Сведочанства савременика који су с њим разговарали садрже много примера старчеве далековидности. Старац је дневно примао од 500 до 1000 људи.
У јануару 1905. године цар Николај II је са породицом отишао на исповест Варнави, кога је старац благословио да прихвати мучеништво.
У јануару 1906. старац је добио акутни катар респираторног тракта, ослабио је вид. 17. фебруара 1906. старац се упокојио, упокојио се на исповести у Успенској кућној цркви Сергијево-Посадског старачког дома Тројице-Сергијеве лавре.
Тело Светог Варнаве је 1923. године пренето на Сергијевско Вазнесење (сада Сергијев Посад), 1934. на Никољско гробље, а 1968. на Захирско гробље.

## Канонизација
1989. године, на Архијерејском синоду, постављено је питање канонизације јеромонаха Варнаве. После проучавања материјала, митрополит Јувеналије, шеф комисије за канонизацију, известио је патријарха Алексија II о могућности канонизације старца Варнаве.
Патријарх је 30. септембра 1994. године послао писмо намесника Тројице-Сергијеве лавре архимандриту Теогносту, у коме је обавестио да је комисија једногласно донела закључак о могућности уврштавања јеромонаха Варнаве (Меркулова) међу локално поштоване. светитељи Московске епархије у телу Радоњешких светитеља.
1995. године, на дан Сабора Радоњешких светитеља, Свети Патријарх је канонизовао јеромонаха Варнаву (Меркулова) у Успенском Саборном храму Московског Кремља.
Мошти монаха положене су у реконструисану цркву у част Черниговске иконе Богородице Лавре Черниговске испоснице, бочни олтар цркве је био запечаћена у његово име.